# Mirusha-Wasserfälle

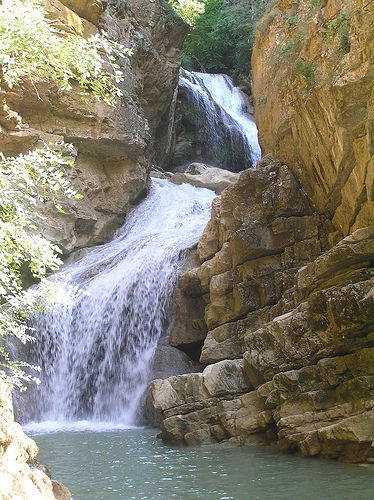
Der Mirusha-Fluss

Die Mirusha-Wasserfälle (albanisch Ujëvarët e Mirushës, serbisch Слапови Мируше Slapovi Miruše) sind eine Kaskade von Wasserfällen am gleichnamigen Fluss, die im Süden der Gremnik-Berge im westlichen Kosovo liegen.
Die Region entlang der Wasserfälle gilt aufgrund ihrer biologischen Vielfalt als Naturschutzgebiet, das eine Fläche von etwa 550 Hektar umfasst und auf die drei Gemeinden Klina, Malisheva und Rahovec aufgeteilt ist.

## Lage und Erreichbarkeit

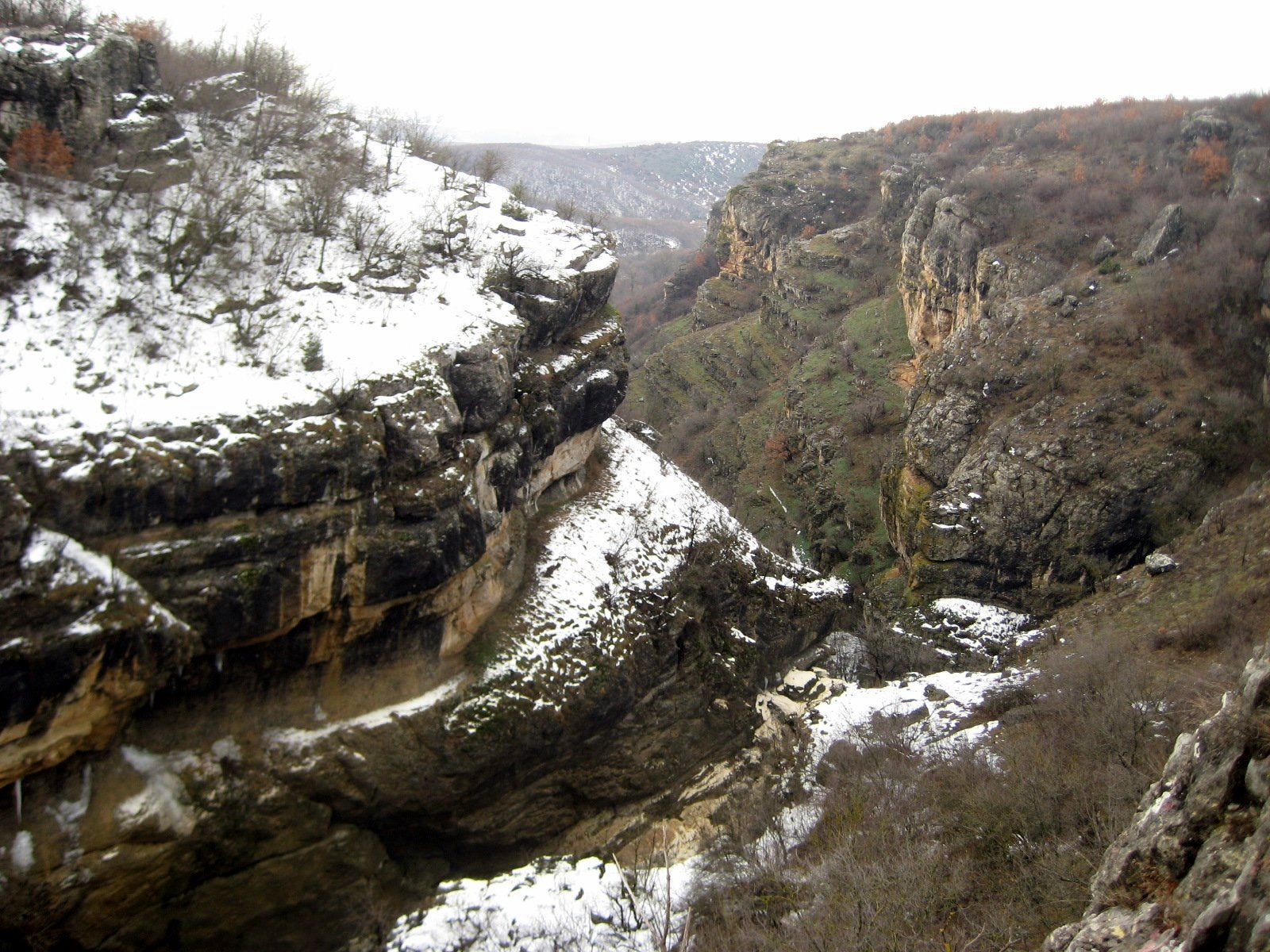
Blick auf den Mirusha-Canyon im Winter

Die Mirusha-Wasserfälle befinden sich in einer Schlucht, welche von der Mirusha, einem Nebenfluss des Weißen Drins, gebildet wurde. Sie liegen im südlichen Teil der Gremnik-Berge, die zum Carraleva-Massiv gehören. Im Westen bilden diese Berge die Grenze zur westkosovarischen Ebene Metochien.
Die Wasserfälle sind von Westen her am besten erreichbar, wohin eine Verbindung zur Nationalstraße M 9-1 besteht, welche die Städte Klina im Norden (14 Kilometer Entfernung) und Gjakova im Südwesten (24 Kilometer Entfernung) miteinander verbindet.

## Wasserfälle

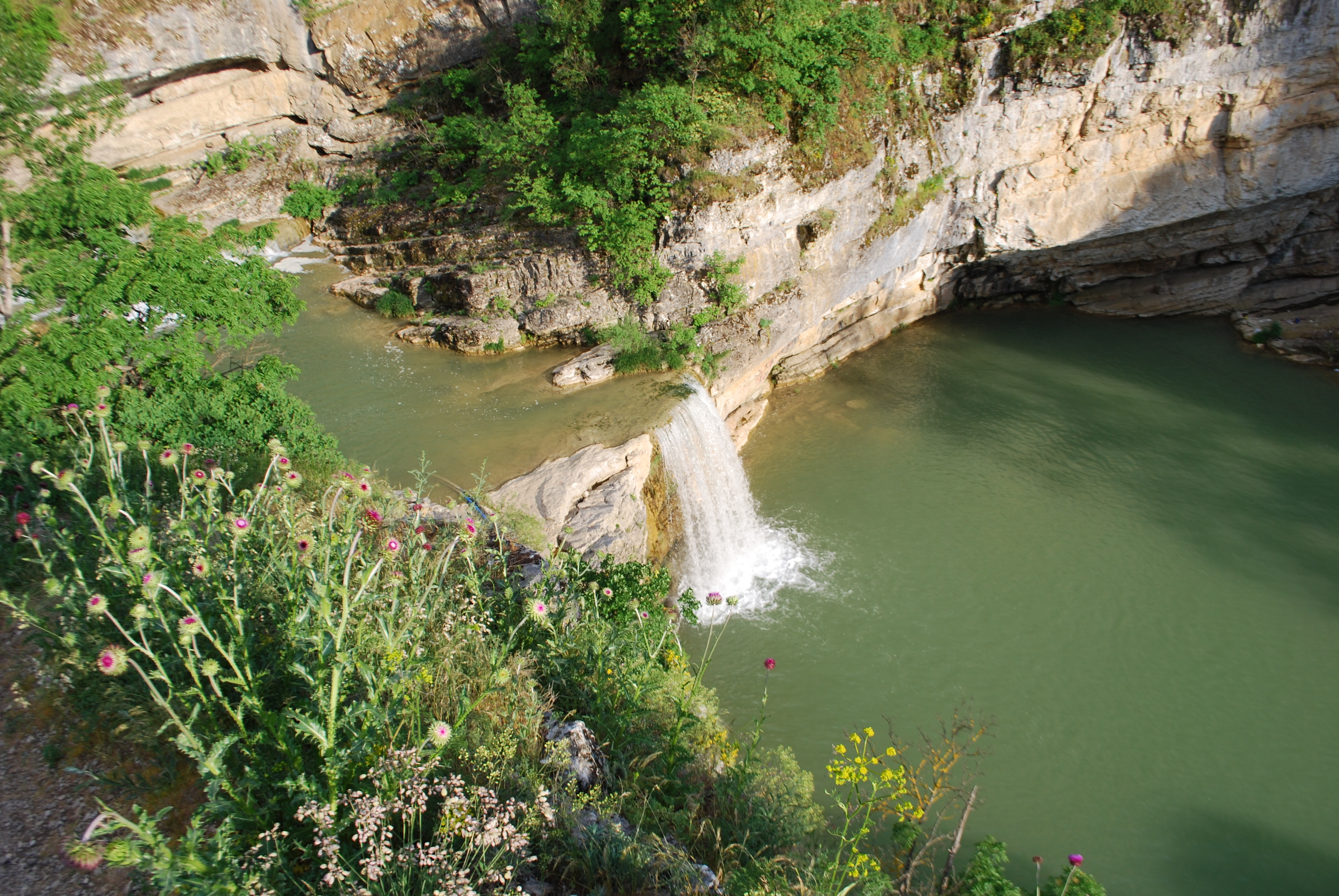
Einer der 16 Mirusha-Wasserfälle

16 Wasserfälle erstrecken sich auf einer Länge von zehn Kilometern in Ost-West-Richtung und liegen auf einer Meereshöhe von 480 bis 400 Meter. Zwischen ihnen liegen 13 kleine Seen.
Der höchste Wasserfall befindet sich zwischen dem sechsten und dem siebten See. Er ist 22 Meter hoch.

## Flora und Fauna
Die Umgebung ist reich an Pflanzen- und Tierarten. Die Mehrheit des Gebiets ist von Ungarischen Eichen bewaldet. Auf dem Territorium des Mirusha-Naturschutzgebiets sind 330 Gefäßpflanzen identifiziert, ohne die Moose und die Thallus-Typen mitzuzählen. Von Letzteren sind 44 Arten der Großpilze klassifiziert.
Eine Eigenart im Mirusha-Gebiet ist das Vorhandensein von 14 Pflanzengesellschaften, von welchen fünf endemisch sind. Insgesamt gibt es 21 endemische Pflanzenarten. Dazu zählt unter anderem die Aristolochia merxmuelleri, eine Pfeifenblumenart, die weltweit nur in Mirusha gefunden wurde.
Unter anderem wurden folgende Tierarten im Naturschutzgebiet beobachtet: Wildschwein (Sus scrofa), Europäischer Dachs (Meles meles), Feldhase (Lepus europaeus), Eichhörnchen (Scirius vulgaris), Wolf (Canis lupus), Wildkatze (Felis silvestris), Baummarder (Martes martes), Bisamratte (Ondatra zibethica), Gelbhalsmaus (Apodemus flavicollis), Südlicher Weißbrustigel (Erinaceus concolor), Griechische Landschildkröte (Testudo hermanni) und Europäische Hornotter (Vipera ammodytes). Im Mirusha-Fluss bestehen zudem gute Bedingungen für Amphibien und Fische.